# Sicut Judaeis
Sicut Judaeis (latín: "Como los judíos") fue una bula papal que establecía la posición oficial del papado con respecto al tratamiento con los judíos . La primera bula con ese nombre fue publicada en el año 1120 por Calixto II y sirvió como carta papal para la protección de los judíos. Fue generada en razón de los ataques a los judíos dentro del contexto de la Primera Cruzada, en la cual se asesinaron más de 5000 judíos en toda Europa. La bula prohibía a los cristianos, bajo pena de excomunión, obligar a los judíos a convertirse, dañarlos, tomar sus propiedades, perturbar la celebración de sus fiestas e interferir en sus cementerios.

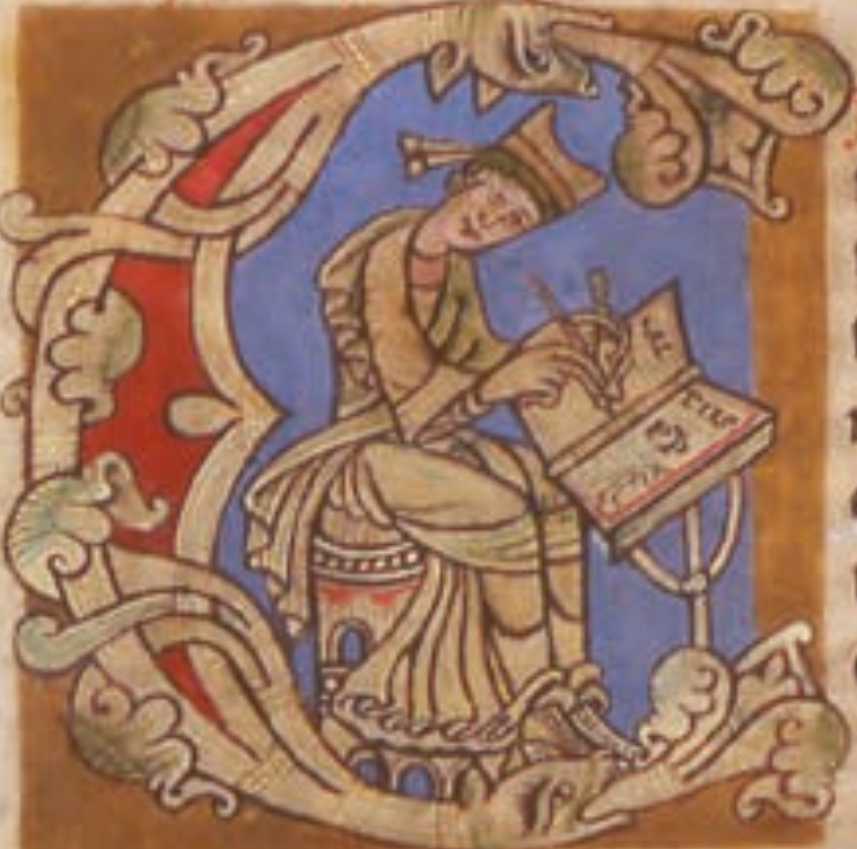
Miniatura de Calixto II en el prólogo del Codex Calixtinus

Tras nuevos ataques, más bulas de muchos papas reafirmaron la doctrina, incluidos Alejandro III, Celestino III (1191-1198), Inocencio III (1199), Honorio III (1216), Gregorio IX (1235), Inocencio IV (1246), Alejandro IV (1255), Urbano IV (1262), Gregorio X (1272 y 1274), Nicolás III, Martín IV (1281), Honorio IV (1285-1287), Nicolás IV (1288-92), Clemente VI (1348), Urbano V (1365), Bonifacio IX (1389), Martín V (1422) y Nicolás V (1447).

## Actitud de la Iglesia hacia el tratamiento de los judíos
La actitud declarada de la Iglesia contra el maltrato de los judíos se remonta a la Iglesia primitiva. Hacia el año 400, San Agustín, una de las figuras más influyentes y fundamentales de la teología católica, predicó que los judíos deben ser protegidos por su capacidad para explicar el Antiguo Testamento.
Las palabras sicut Judaeis ("Como los judíos") fueron utilizadas por primera vez por el Papa Gregorio I (590-604) en una carta dirigida al obispo de Nápoles . Alrededor de 598, en reacción a los ataques antijudíos de los cristianos en Palermo, el papa Gregorio incorporó las enseñanzas de Agustín al derecho romano. Publicó una bula que se convirtió en el fundamento de la doctrina católica en relación con los judíos y especificó que, aunque los judíos no habían aceptado la salvación por medio de Cristo y, por lo tanto, fueron condenados por Dios hasta el momento en que aceptaran la salvación, los cristianos estaban sujetos a  proteger a los judíos como parte importante de la civilización cristiana . El Papa enfatizó que los judíos tienen derecho a "disfrutar de su legítima libertad". La Bula decía que los judíos deberían ser tratados con equidad y justicia, que sus derechos de propiedad deberían ser protegidos y que deberían mantener sus propias fiestas y prácticas religiosas.
En 1065, el Papa Alejandro II escribió a Béranger, vizconde de Narbonne, y a Guifred, obispo de la ciudad, elogiándolos por haber evitado la masacre de los judíos en su distrito y recordándoles que Dios no aprueba el derramamiento de sangre. . También en 1065, Alejandro advirtió a Landulfo VI de Benevento "que la conversión de los judíos no debe obtenerse por la fuerza".
A pesar de la posición expresada en el Sicut Judaeis, la Iglesia impuso restricciones a los judíos. Por ejemplo, el Cuarto Concilio de Letrán en 1215 decretó que los judíos se diferenciaran de los demás por su tipo de vestimenta para evitar las relaciones sexuales entre judíos y cristianos. A veces se requería que los judíos usaran una insignia amarilla o un sombrero puntiagudo .
La imposición de impuestos exorbitantes a los judíos estaba generalizada y la práctica de expulsar a los judíos, generalmente después de despojarlos de sus propiedades mediante impuestos, también estaba generalizada. Por ejemplo, en 1229, el rey Enrique III de Inglaterra obligó a los judíos a pagar la mitad del valor de su propiedad en impuestos, lo que fue seguido por más impuestos y luego por la expulsión de los judíos de Inglaterra en 1290. Los judíos también fueron expulsados de Francia, España y Portugal.

## Extractos de la bula

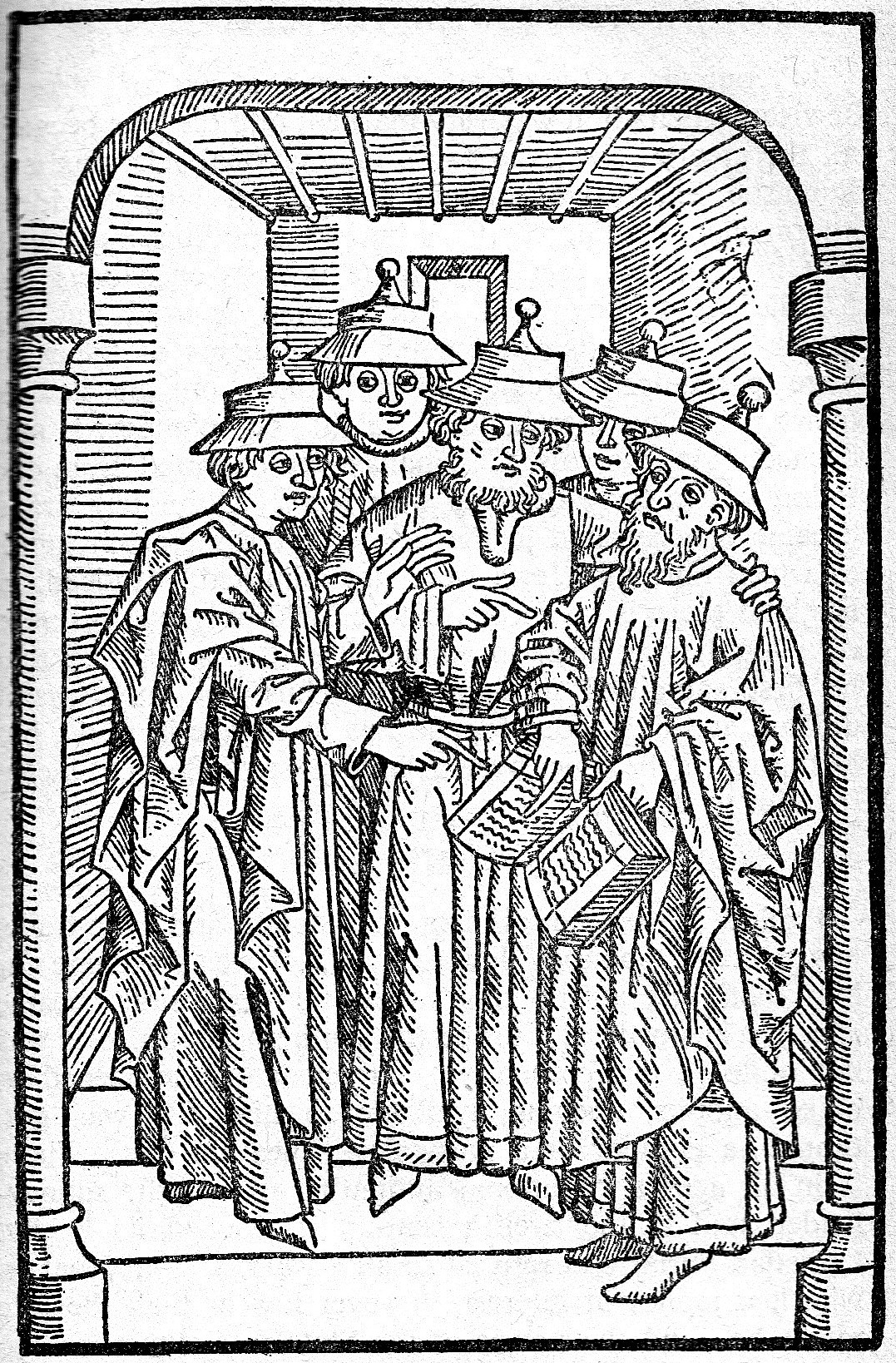
Judíos estudiando en una sinagoga, c.1483

El Papa Alejandro III (1159-1181) es el autor de la versión más antigua que existe de la bula. A continuación, se presentan extractos de una traducción de la bula:
"[Los judíos] no deben sufrir ningún prejuicio. Nosotros, por la mansedumbre de la piedad cristiana, y siguiendo las huellas de Nuestros predecesores de feliz memoria, los Romanos Pontífices Calixto, Eugenio, Alejandro, Clemente, admitimos su petición y les concedemos el escudo de Nuestra protección.
Porque hacemos la ley de que ningún cristiano los obligue, sin querer o negándose, por la violencia a venir al bautismo. Pero, si alguno de ellos, espontáneamente y por la fe, vuela hacia los cristianos, una vez que su elección se haya hecho evidente, hágase cristiano sin ninguna calumnia. De hecho, no se considera que posea la verdadera fe del cristianismo si no se reconoce que haya venido al bautismo cristiano, no de forma espontánea, sino de mala gana.
Además, ningún cristiano debe presumir, dañarlos, o con violencia tomar sus propiedades, o cambiar las buenas costumbres que han tenido hasta ahora en cualquier región en la que habitan.
Además, en la celebración de sus propias fiestas, nadie debe molestarlos de ninguna manera, con palos o piedras, ni nadie debe tratar de exigirles o extorsionarles servicios que no les deben, salvo los que les han sido recibidos. acostumbrado desde tiempos pasados a realizar.
. . . Decretamos que nadie debe atreverse a mutilar o disminuir un cementerio judío, ni, para obtener dinero, a exhumar los cuerpos una vez que hayan sido enterrados.
Sin embargo, si alguien intentare, una vez conocido el tenor de este decreto, ir en contra de él, sea castigado con la venganza de la excomunión, a menos que corrija su presunción haciendo una satisfacción equivalente " 

## Anexos
- Bulas